# Héricourt (Pas-de-Calais)
Héricourt  (wymowaⓘ) – miejscowość i gmina we Francji, w regionie Hauts-de-France, w departamencie Pas-de-Calais.
Według danych na rok 1990 gminę zamieszkiwało 100 osób, a gęstość zaludnienia wynosiła 20 osób/km² (wśród 1549 gmin regionu Nord-Pas-de-Calais Héricourt plasuje się na 1097. miejscu pod względem liczby ludności, natomiast pod względem powierzchni na miejscu 680.).